# Sutton Bassett
Sutton Bassett è un villaggio e parrocchia civile dell'Inghilterra, appartenente alla contea del Northamptonshire.